# Великомлыновецкий сельский совет
Великомлыновецкий сельский совет (укр. Великомлинівецька сільська рада) — входит в состав
Кременецкого района
Тернопольской области
Украины.
Административный центр сельского совета находится в селе Великие Млыновцы.

## История
- 1963 — дата образования.

## Населённые пункты совета
- село Великие Млыновцы
- село Подлесцы